# Leptocera breviseta
Leptocera breviseta är en tvåvingeart som beskrevs av Malloch 1914. Leptocera breviseta ingår i släktet Leptocera och familjen hoppflugor. Inga underarter finns listade i Catalogue of Life.